# Puerta de Toledo
Puerta de Toledo är ett monument i Spanien.   Det ligger i provinsen Provincia de Madrid och regionen Madrid, i den centrala delen av landet, i huvudstaden Madrid. Puerta de Toledo ligger 631 meter över havet.
Terrängen runt Puerta de Toledo är platt. Runt Puerta de Toledo är det mycket tätbefolkat, med 4 670 invånare per kvadratkilometer. Närmaste större samhälle är Madrid, 1,3 km nordost om Puerta de Toledo. Runt Puerta de Toledo är det i huvudsak tätbebyggt.